# Niall McGinn
Niall McGinn (Dungannon, 20 luglio 1987) è un calciatore nordirlandese, attaccante del Greenock Morton in prestito dal Glentoran.

## Carriera

### Nazionale
Viene convocato per gli Europei 2016 in Francia.

## Palmarès

### Club

#### Competizioni nazionali
- Coppa di Lega irlandese: 1

Derry City: 2008
- Coppa di Scozia: 1

Celtic: 2010-2011